# Doryteuthis gahi
Calmar de Patagonie
Espèce
Synonymes
- Loligo gahi D'Orbigny, 1835 in 1834-1847

Doryteuthis gahi, le Calmar de Patagonie, est une espèce de calmars de la famille des Loliginidae, très exploitée commercialement car couramment consommée par l'homme.